# لندن پس از نیمه‌شب
لندن پس از نیمه‌شب (انگلیسی: London After Midnight) که با نام هیپنوتیزم‌گر (به انگلیسی: The Hypnotist) نیز شناخته می‌شد، فیلمی آمریکایی در سبک معمایی با رگه‌هایی از ژانر ترسناک به کارگردانی تاد براونینگ بود که در سال ۱۹۲۷ منتشر شد. این فیلم بر اساس داستان کوتاه «هیپنوتیزم‌گر» نوشه تاد براونینگ ساخته شده بود که کارگردان فیلم نیز بود. این فیلم توسط مترو گلدوین مایر توزیع شد.
واپسین نسخه باقی‌مانده از این فیلم در آتش‌سوزی ۱۹۶۷ گاوصندوق ام‌جی‌ام نابود شد و لندن پس از نیمه‌شب را به یکی از مشهورترین فیلم‌های گمشده تبدیل کرد که بسیار مشتاقانه به دنبال آن گشته‌اند. در سال ۲۰۰۲، ترنر کلاسیک موویز نسخه‌ای ترمیم‌شده از فیلم را پخش کرد که توسط ریک اشمیدلین تولید شده بود که از فیلمنامه اصلی و عکس‌های فیلم برای ساختن این نسخه استفاده کرده بود.

## بازیگران
- لان چینی
- مارسلین دی
- کنراد نیگل
- هنری بی. والتهال
- پالی مورن
- پرسی ویلیامز
- کلاد کینگ